# بطولة آسيا لألعاب القوى 2023
بطولة آسيا لألعاب القوى 2023 هي النسخة الخامسة والعشرون من بطولة آسيا لألعاب القوى. عقدت في الفترة من 12 إلى 16 يوليو 2023 في بانكوك، تايلاند. إنها المرة الأولى التي تستضيف فيها تايلاند هذا الحدث منذ عام 1973. يقام الحدث في استاد سوباتشالاساي الوطني في بانكوك وهو أيضًا بمثابة مرحلة تأهيل للرياضيين الذين يأملون في المشاركة في بطولة العالم لألعاب القوى 2023 في بودابست، المجر.
تم إلغاء النسخة السابقة التي كان من المفترض عقدها في هانغتشو، الصين، في مايو 2021 بسبب جائحة كورونا.

## مكان
ستقام النسخة الرابعة والعشرون من بطولة آسيا لألعاب القوى في استاد سوباتشالاساي الوطني، بانكوك، تايلاند.

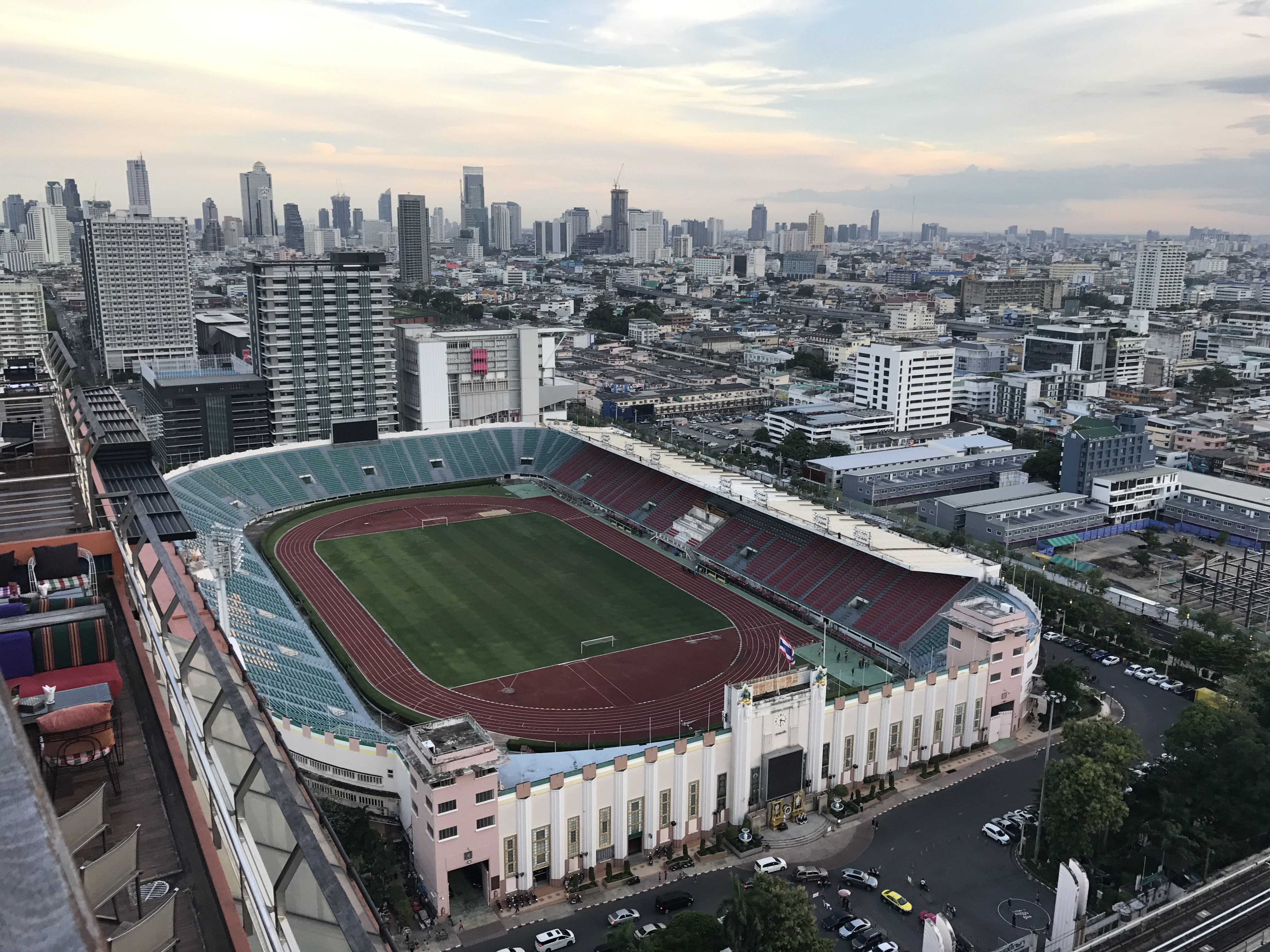
ملعب سوباتشالساي الوطني ، بانكوك

## الحاصلون على الميداليات

### رجال
| حدث              | الذهبية                                                                     | الذهبية  | الفضية                                                      | الفضية   | البرونزية                                                              | البرونزية |
| ---------------- | --------------------------------------------------------------------------- | -------- | ----------------------------------------------------------- | -------- | ---------------------------------------------------------------------- | --------- |
| 100 متر          | هيروكي ياناغيتا · اليابان                                                   | 10.02    | عبد الله أبكر محمد · السعودية                               | 10.19    | حسن تفتيان · إيران                                                     | 10.23     |
| 200 متر          |                                                                             |          |                                                             |          |                                                                        |           |
| 400 متر          | كينتارو ساتو · اليابان                                                      | 45.00    | فوجا ساتو · اليابان                                         | 45.13    | يوسف أحمد مسراحي · السعودية                                            | 45.19     |
| 800 متر          |                                                                             |          |                                                             |          |                                                                        |           |
| 1500 متر         | أجاي كومار ساروج · الهند                                                    | 3:41.51  | يوسوكي تاكاهاشي · اليابان                                   | 3:42.04  | ليو ديزهو · الصين                                                      | 3:42.30   |
| 5000 متر         |                                                                             |          |                                                             |          |                                                                        |           |
| 10,000 متر       | رين تازاوا · اليابان                                                        | 29:18.44 | شادراك كيموتاي كويش · كازاخستان                             | 29:31.63 | أبهيشيك بال · الهند                                                    | 29:33.26  |
| 4×100 متر تتابع  | تايلاند · نطاط يامودوم · سورات دابانغ · شايوت خونغ براسيت · بيوريبول بونسون | 38.55 NR | الصين · وو تشي تشيانغ · شيه زيني · تشن جيابنغ · تشن جوانفنغ | 38.87    | كوريا الجنوبية · سيمون لي · كو سيونغ هوان · شين مين كيو · بارك وون جين | 38.99     |
| 4×400 متر تتابع  |                                                                             |          |                                                             |          |                                                                        |           |
| 110 متر حواجز    | شونيا تاكاياما · اليابان                                                    | 13.29    | شو زويي · الصين                                             | 13.39    | يعقوب عليها · الكويت                                                   | 13.56     |
| 400 متر حواجز    | باسم محمد حميدة · قطر                                                       | 48.64    | يوساكو كوداما · اليابان                                     | 48.96    | سانثوش كومار تاميلاراسان · الهند                                       | 49.09     |
| 3000 أمتار حواجز | ريما أوكي · اليابان                                                         | 8:34.91  | ياسر سالم بقراب · قطر                                       | 8:37.11  | سيا سنادا · اليابان                                                    | 8:39.17   |
| قفزة عالية       | وو سانغيوك · كوريا الجنوبية                                                 | 2.28     | سيرفيش أنيل كوشير · الهند                                   | 2.26     | توان كايودام · تايلاند                                                 | 2.26      |
| قفزة عالية       | لين يو تانغ · تايبيه الصينية                                                | 8.40     | مورالي سريشانكار · الهند                                    | 8.37     | تشانغ مينكون · الصين                                                   | 8.08      |
| قفزة ثلاثية      | عبد الله أبو بكر · الهند                                                    | 16.92 m  | هيكارو إيكهاتا · اليابان                                    | 16.73 m  | كيم جانغوو · كوريا الجنوبية                                            | 16.59 m   |
| القفز بالزانة    |                                                                             |          |                                                             |          |                                                                        |           |
| رمي المطرقة      | وانغ تشي · الصين                                                            | 72.13 m  | سخروب خوجايف · أوزبكستان                                    | 71.83 m  | شوتا فوكودا · اليابان                                                  | 71.80 m   |
| رمي الطلقة       | تاجينربال سينغ تور · الهند                                                  | 20.23 m  | مهدي صابري · إيران                                          | 19.98 m  | إيفان إيفانوف · كازاخستان                                              | 19.87 m   |
| رمي القرص        | أبودويني تورجونغ · الصين                                                    | 61.19 m  | عيسى زنكاوي · الكويت                                        | 60.23 m  | محمد عرفان بن شمشدين · ماليزيا                                         | 59.63 m   |
| رمي الرمح        |                                                                             |          |                                                             |          |                                                                        |           |
| مباراة عشارية    | يوما ماروياما · اليابان                                                     | 7745     | سوثيساك سينغخون · تايلاند                                   | 7626     | تيجاسوين شانكار · الهند                                                | 7527      |

### نحيف
| حدث             | الذهبية                                                     | الذهبية       | الفضية                                                                 | الفضية   | البرونزية                                                                  | البرونزية   |
| --------------- | ----------------------------------------------------------- | ------------- | ---------------------------------------------------------------------- | -------- | -------------------------------------------------------------------------- | ----------- |
| 100 متر         | شانتي بيريرا · سنغافورة                                     | 11.20         | فرزانة الفسيحي · إيران                                                 | 11.39    | قه مانكي · الصين                                                           | 11.40       |
| 200 متر         |                                                             |               |                                                                        |          |                                                                            |             |
| 400 متر         | ناديشا راماناياكا · سريلانكا                                | 52.61 PB      | فريدة سولييفا · أوزبكستان                                              | 52.95    | ايشواريا كايلاش ميشرا · الهند                                              | 53.07       |
| 800 متر         |                                                             |               |                                                                        |          |                                                                            |             |
| 1500 متر        | نوزومي تاناكا · اليابان                                     | 4:06.75 CR    | يوم غوتو · اليابان                                                     | 4:13.25  | جايانثيكا أرتيجالا · سريلانكا                                              | 4:14.39     |
| 5000 متر        |                                                             |               |                                                                        |          |                                                                            |             |
| 10,000 متر      | هاروكا كوكاي · اليابان                                      | 32:59.36      | موموكا كاواجوتشي · اليابان                                             | 33:18.72 | فنون الخليج مونكزايا · منغوليا                                             | 33:24.79 NR |
| 4×100 تتابع متر | الصين · ليانغ شياوجينغ · وي يونغلي · يوان تشيتشي · قه مانكي | 43.35         | اليابان · ميو كوراشيجي · أريسا كيميشيما · ريمي تسوروتا · ميدوري ميكاسي | 43.95    | تايلاند · سوباوان ثيبات · سوبانيتش بولكيرد · على أوما تشاثا · أثيتشا فيكون | 44.56       |
| 4×400 تتابع متر |                                                             |               |                                                                        |          |                                                                            |             |
| 100 متر حواجز   | جيوثي ياراجي · الهند                                        | 13.08         | أسوكا تيرادا · اليابان                                                 | 13.13    | ماسومي أوكي · اليابان                                                      | 13.26       |
| 400 متر حواجز   | روبين لورين براون · الفلبين                                 | 57.50         | إيري أوتسونوميا · اليابان                                              | 57.73    | عامي ياماموتو · اليابان                                                    | 57.80       |
| 3000 متر حواجز  | بارول تشودري · الهند                                        | 9:38.76       | شو شوانغشوانغ · الصين                                                  | 9:44.54  | ريمي يوشيمورا · اليابان                                                    | 9:48.48     |
| الوثب العالي    | كريستينا أوفشينيكوفا · كازاخستان                            | 1.86 m        | ماتفييفا يليزافيتا · كازاخستان                                         | 1.86 m   | سفيتلانا رادزيفيل · أوزبكستان                                              | 1.83 m      |
| قفزة طويلة      | سومير هاتا · اليابان                                        | 6.97 m CR, NR | شايلي سينغ · الهند                                                     | 6.54 m   | تشونغ جياوي · الصين                                                        | 6.46 m      |
| قفزة ثلاثية     | ماريكو موريموتو · اليابان                                   | 14.06 m       | تسنغ روي · الصين                                                       | 14.01 m  | نغوين ثو هونغ · فيتنام                                                     | 13.68 m     |
| القفز بالزانة   | لي لينغ · الصين                                             | 4.66 m        | نيو تشونج · الصين                                                      | 4.51 m   | شايانيسا تشومتشويندي · تايلاند                                             | 4.10 m      |
| رمي المطرقة     | تشاو جي · الصين                                             | 69.39 m       | جوي مكارثر · اليابان                                                   | 66.56 m  | رايكا موراكامي · اليابان                                                   | 64.17 m     |
| رمي الجلة       |                                                             |               |                                                                        |          |                                                                            |             |
| رمي القرص       | فينغ بن · الصين                                             | 66.42 m       | وانغ فانغ · الصين                                                      | 58.49 m  | سوبنرات إنساينج · تايلاند                                                  | 55.80 m     |
| رمي الرمح       | مارينا سايتو · اليابان                                      | 61.67 m       | ليو شيينغ · الصين                                                      | 61.51 m  | ديلاني ليكامجي · سريلانكا                                                  | 60.93 m NR  |
| سباعي           | ايكاترينا فورونينا · أوزبكستان                              | 6098          | سوابنا بارمان · الهند                                                  | 5840     | يوكي ياماساكي · اليابان                                                    | 5696        |

مختلط
| حدث             | الذهبية                                                                   | الذهبية  | الفضية                                                                            | الفضية     | البرونزية                                                                 | البرونزية |
| --------------- | ------------------------------------------------------------------------- | -------- | --------------------------------------------------------------------------------- | ---------- | ------------------------------------------------------------------------- | --------- |
| 4×400 تتابع متر | الهند · راجيش راميش · ايشواريا كيلاش ميشرا · أموج يعقوب · سبها فينكاتيسان | 3: 14.70 | سريلانكا · أرونا ضرشانا · ثاروشي ديساناياكا · كالينجا كوماراج · ناديشة راماناياكا | 3:15.41 NR | اليابان · كنكي إيمايزومي · هارونا كوبوياما · فوجا ساتو · ناناكو ماتسوموتو | 3:15.71   |

## طاولة ميدالية
*   البلد المضيف ( تايلاند)
| المرتبة | فرق            | ذهبية | فضية | برونزية | المجموع |
| ------- | -------------- | ----- | ---- | ------- | ------- |
| 1       | اليابان        | 11    | 10   | 8       | 29      |
| 2       | الصين          | 6     | 7    | 4       | 17      |
| 3       | الهند          | 6     | 4    | 4       | 14      |
| 4       | كازاخستان      | 1     | 2    | 1       | 4       |
| 4       | أوزبكستان      | 1     | 2    | 1       | 4       |
| 6       | تايلاند*       | 1     | 1    | 4       | 6       |
| 7       | سريلانكا       | 1     | 1    | 2       | 4       |
| 8       | قطر            | 1     | 1    | 0       | 2       |
| 9       | كوريا الجنوبية | 1     | 0    | 2       | 3       |
| 10      | الفلبين        | 1     | 0    | 0       | 1       |
| 10      | سنغافورة       | 1     | 0    | 0       | 1       |
| 10      | تايبيه الصينية | 1     | 0    | 0       | 1       |
| 13      | إيران          | 0     | 2    | 1       | 3       |
| 14      | السعودية       | 0     | 1    | 1       | 2       |
| 14      | الكويت         | 0     | 1    | 1       | 2       |
| 16      | فيتنام         | 0     | 0    | 1       | 1       |
| 16      | منغوليا        | 0     | 0    | 1       | 1       |
| 16      | ماليزيا        | 0     | 0    | 1       | 1       |
| المجموع | المجموع        | 32    | 32   | 32      | 96      |

## الدول المشاركة
وقد شارك ما مجموعه 42 دولة..
- أفغانستان
- بنغلاديش (5)
- بوتان
- بروناي
- كمبوديا (3)[6]
- الصين
- تايبيه الصينية
- هونغ كونغ (20)
- إندونيسيا
- الهند (54)[7]
- إيران
- العراق
- اليابان
- الأردن
- كازاخستان
- قرغيزستان
- الكويت
- لاوس
- لبنان
- ماكاو
- ماليزيا
- جزر المالديف
- ميانمار
- منغوليا
- نيبال
- عُمان
- باكستان
- فلسطين
- الفلبين
- قطر
- السعودية
- سنغافورة (18)
- كوريا الجنوبية
- سريلانكا (13)[8]
- طاجيكستان
- تايلاند (50)
- تيمور الشرقية
- تركمانستان
- الإمارات العربية المتحدة
- أوزبكستان
- فيتنام (20) [9]
- اليمن

## روابط خارجية
- Official website
- Statistics Handbook (Archived)